# Toribio Aguilera
José Toribio Aguilera Coello (7 de marzo de 1941 - San Pedro Sula, 10 de junio de 2014) fue un economista y político hondureño. Se desempeñó como diputado del Congreso Nacional de Honduras en representación del Partido Innovación y Unidad por el departamento de Cortés entre 1998 y 2014.